# Mary E. Pearson
Mary E. Pearson (Califórnia, 14 de agosto de 1955) é uma escritora norte-americana do gênero de fantasia, infanto-juvenil e de jovens adultos. O livro dela A Room on Lorelei Street ganhou em 2005 o Golden Kite Award por ficção.

## Biografia
Mary nasceu no sul da Califórnia em 1955. Tem um irmão e uma irmã, sendo a caçula da família. Cresceu cercada com livros e no ensino médio interessou-se pela literatura e pela escrita inspirada pelo trabalho de duas de suas professoras. Ao terminar o ensino médio, ingressou na Universidade do Estado da Califórnia, em Long Beach, onde obteve um bacharelado em Artes.
Abandonou o trabalho para se tornar mãe em tempo integral. Com os filhos já crescidos, ela voltou a estudar, dessa vez na Universidade Estadual de San Diego, onde obteve a licenciatura. Tornou-se então professora tanto do ensino fundamental quanto médio e foi por inspiração de seus alunos que Mary começou a se dedicar à escrita. Depois de um workshop de escrita, Mary passou a se dedicar à carreira.
Seu livro The Adoration of Jenna Fox foi finalista do Andre Norton Award e está sendo adaptado para o cinema.
Mary decidiu largar a sala de aula e hoje escreve em tempo integral em sua casa, em San Diego.

## Publicações
- David v. God (2000)
- Scribbler of Dreams (2002)
- A Room on Lorelei Street (2005)
- The Miles Between (2009)

### The Jenna Fox Chronicles
1. The Adoration of Jenna Fox (2008)
2. The Fox Inheritance (2011)
3. Fox Forever (2013)

### The Remnant Chronicles
Publicado no Brasil com o título de As Crônicas de Amor e Ódio pela DarkSide Books.
1. The Kiss of Deception  (2014)
2. The Heart of Betrayal  (2015)
3. The Beauty of Darkness (2016)
4. Morrighan (2016), novela digital publicada no Brasil em edição física

### Dance of Thieves
Do mesmo universo de As Crônicas de Amor e Ódio, publicadas no Brasil pela DarkSide Books.
1. Dance of Thieves (2018)
2. Vow of Thieves (2019)

### DuologiaThe Courting of Bristol Keats
1. The Courting of Bristol Keats (2024)

### Infantis
- Pickles in My Soup, ilustrado por Tom Payne (1999)
- Where Is Max?, ilustrado por Samantha L. Walker (2000)
- Generous Me, ilustrado por Gary Krejca (2005)
- Fast Dan, ilustrado por Eldon C. Doty (2005)
- I Can Do It All, ilustrado por Jeff Shelly (2008)